# محمد بن علي بن غريب
محمد بن علي بن غريب (1149هـ – 1209 هـ) (1737م- 1794م), هو الشيخ العلامة الشريف محمَّد بن علي آل غريب المُلقّب (ابن غَريب) النجدي الحنبلي، عالم دين مسلم سني على المذهب الحنبلي، ومن أئمة الدعوة السلفية في نجد، ولد في الدرعية وسط نجد سنة 1149 الموافق 1737م. كان من كبار علماء الدرعية في عهد الدولة السعودية الأولى وهو من أئمة الدعوة السلفية في نجد، وهو زوج ابنة الشيخ محمَّد بن عبد الوهاب، وهو ممن ذكرته كتب التاريخ والتراجم والمخطوطات وخصوصا تلك المتعلقة بتاريخ نجد والدعوة والسلفية والأوضاع السياسية والدينية والاجتماعية في تلك الحقبة وإن لم يحظى بشهرة واسعة في كتب ومؤلفات هذا الزمان أسوةً بعلماء عصره، ولكنه مشهور في مؤلفات المؤرخين القدامى، والشيخ ابن غَريب هو مؤلف كتاب (التوضيح عن توحيد الخلاق في جواب أهل العراق) وهو صهر الشيخ محمد ابن عبد الوهاب، توفي في الدرعية سنة 1209هـ الموافق 1794م.

## نسبه وأسرته
يرجع نسبه إلى أسرة نجدية هاشمية، ويعود تاريخ تواجدهم في منطقة نجد إلى القرن الثالث الهجري، وهو من عَقب الشريف محمد بن يوسف بن إبراهيم  بن موسى بن عبد الله أمير اليمامة، والجد الجامع للأسرة هو الشريف غريب بن إسماعيل بن الحسن (قتيل معركة الغيل في منطقة الفلج)، الذي عاش في بداية القرن التاسع الهجري، وينتهي نسبهم إلى عبد الله بن الحسن بن الحسن ابن علي الهاشمي القرشي. (يوجد مشجرة وعمود نسب كامل للأسرة).
وعند مراجعة المؤلفات الحديثة التي تتعلّق بتاريخ نجد والأوضاع السياسية والاجتماعية والدينية التي مرّت بها المنطقة، نجد أن الشيخ محمد بن علي بن غريب لم يحظى بدراسة كافيه من لدن المؤلفين المعاصرين، رغم أنه من كبار علماء نجد في تلك الحقبة، وهو صهر الشيخ المجدّد للدعوة السلفية محمد ابن عبد الوهاب والمقرّب إلى الإمام محمد ابن سعود رحمهم الله جميعا.
حيث أن العلماء الأولين يشتهرون باسم المكان والمذهب الفقهي أكثر من اشتهارهم بنسبهم الحقيقي، فيقال الحنبلي النجدي أوالمالكي أوالحنفي أوالشافعي (حسب اتباع المذهب الفقهي)، أوالبصري أوالكوفي أوالأندلسي أوالدمشقي، إلى غير ذلك من الأسماء المشهورة لعلماء التاريخ والإسلام.

## أولاده
الشيخ محمّد بن غريب له من الأولاد ثلاثة هم عبد الله وأحمد وحسن، ويلاحظ أنّ كثيرٌ من مؤرخي تاريخ نجد الذين كتبوا عن الأوضاع السياسية والإجتماعية والدينية في نجد أنهم قد خلطوا بين اسم الشيخ محمد ابن علي ابن غريب وابنه الأكبر الشيخ عبد الله بن محمد بن علي بن غريب، وذلك أن أغلبهم لم يعاصروا زمن الشيخ، فقد أتى أغلبهم بعد وفاة الشيخ بعشرات السنينن وقد خلطوا بين اسم الابن عبد الله، والابن أحمد، وبين اسم الأب محمد، في سرد الأحداث والوقائع في ذلك التاريخ.
وأغلب تدوينهم للاحداث والأوضاع السياسية والأجتماعية والدينية يعتمد غالبا على النقل من الرواة والمؤرخين الذين سبقوهم خلال عصرهم في سرد الأحداث، في القرن الثالث عشر وما بعده، علماً ان الأسم محمد هو الأكثر شهرة من عبد الله في المراجع التاريخية، مع العلم انه تم ذكر الابن عبد الله بن محمد بن علي بن غريب في كتاب حاشية على تاريخ خرجين للعلامة محمد بن مهدي بن سعد الحسيني، المتوفى سنة 1260هـ، وخرجِين (بكسر حرف الجيم) هو تلميذ الشيخ العلامة أحمد بن موسى عجيل وهو من بيت علم  وفقه شهير من علماء تهامة.
وممن اختلط عليه الأسم الأول الحقيقي للشيخ ابن غريب هو شيخ الحنابلة محمد بن عبد الله بن حميد النجدي الحنبلي – مفتي الحنابلة بمكة المكرمة المتوفي سنة 1295هـ، وإذا نظرنا إلى فارق العمر الزمني بين وجود الشيخ محمد ابن علي ابن غريب وبين وجود الشيخ محمد ابن حميد نجد فارقا زمنيا كبيرا يُقدر ب 89 سنة تقريبا، حيث توفي الشيخ ابن غريب سنة 1209هـ، وتوفي الشيخ ابن حميد سنة 1295هـ مما يؤكد فرضية خطأ ابن حميد في نقل الاسم الصحيح للشيخ.
وايضا ممن اختلط عليه الاسم الأول الحقيقي للشيخ ابن غريب هو الشيخ سليمان الصنيع، حيث أن الشيخ سليمان، قد ذكر محمد بن علي بن غريب باسم أحمد بن محمد بن غريب في تعليقة على مؤلف كتاب (التوضيح عن توحيد الخلاق في جواب أهل العراق) الذي ألّفه الشيخ محمد بن علي بن غريب.

## علاقة الشيخ بقبيلة شمر
علاقة الشيخ الشريف محمد ابن غريب مع قبيلة شمّر تأتي من جهة الخؤولة، حيث أن والدة الشيخ ابن غَريب تنتسب إلى قبيلة شمّر، كما ورد ذكره في كتاب ذيل المشجّر الكبير للحفيد عبد الرحمن الناشري، المتوفي سنة 1272 هجري. وبعد مقتل الشيخ ابن غريب وسقوط الدرعية (1233هـ الموافق 1818م) هاجر ابنائه منها، وتفرقوا في البلاد، ويذكر فيما بعد أن أحد أبناء الشيخ قد دخل في حلف مؤقت مع قبيلة شمر لأمور تقتضيها المصالح والظروف.

## عقيدته ومذهبه
هو على عقيدة أهل السنة والجماعة ومن أئمة الدعوة السلفية في نجد، ويتبع المذهب الحنبلي.

## ثناء العلماء على الشيخ ابن غريب
من العلماء الذين أثنوا على الشيخ  ابن غريب، العلامة محمد بن مهدي بن سعد الحسيني، المتوفى سنة 1260 هجري، في كتاب حاشية على تاريخ خرجين وخرجِين (بكسر حرف الجيم) وهو تلميذ الشيخ العلامة أحمد بن موسى عجيل وهو من بيت علم  وفقه شهير من علماء تهامة (جنوب الجزيرة العربية).
وكذلك أثنى عليه الشيخ ابن حميد المتوفى سنة 1295هـ، وهو مفتي الحنابلة في مكة المكرمة على إجادة الشيخ ابن غريب في اجابة مختلف فنون الأسئلة التي ارسلت اليه من بغداد، وقد كان عندهم مقبولاً مُعظماً، ووصفه بالفاهم الحاذق في رده على مسائل خصومه.

## وفاته
في عام 1209هـ الموافق 1794م توفي محمد ابن علي ابن غريب في الدرعية، أي بعد ثلاثة سنوات من وفاة الشيخ محمد بن عبد الوهّاب (أبو زوجته)، وقدأختلف علماء نجد والمؤرخين الذين قاموا بتدوين تاريخ نجد من ناحية الأوضاع السياسية والإجتماعية والدينية في معرفة سبب مقتل الشيخ ابن غريب، فقد ذكر الشيخ محمد بن عبد الله بن حميد النجدي الحنبلي – مفتي الحنابلة بمكة المكرمة المتوفي سنة 1295هـ، في كتابه «السحب الوابلة على ضرائح الحنابلة» أن سبب مقتل الشيخ هو وشاية وشى بها أحد الأعجميين عن مخالفة الشيخ لبعض أوجه التشدد في الدعوة.
وأما المؤرخ ابن بشر المتوفي سنة 1290هـ، ذكر في كتابه عنوان المجد في تاريخ نجد، ج1 ص 201، في حوادث سنة 1208هـ، أن الشيخ ابن غريب قُتل صبراً في الدرعية لأمور قيلت عنه.
وكذلك نقل المؤرخ محمد ابن عمر الفاخري، المتوفي سنة 1277هـ في كتابه «تاريخ الفاخري» صفحة 156، ما ذكره المؤرخ ابن بشر ان الشيخ ابن غريب قُتل صبراً في الدرعية لأمورٍ قيلت عنه
ذكره المؤرخ عبد العزيز بن عبد الله بن عامر في أحداث عام 1209 في مخطوطة تاريخية معنونة تحت اسم «ديوان أوقاف الصوام بأشيقر» بخط الشيخ عبد العزيز بن عبد الله بن عامر (1259هـ – 1357هـ)، وتقع هذة النسخة ضمن مجموعة من تواريخ أهل نجد الذين عاشوا خلال القرن الثاني عشر الهجري، لفهم الأوضاع السياسية والإجتماعية والإقتصادية والدينية في نجد، قبل ظهور الدعوة الأصلاحية والدولة السعودية في المنطقة. وتتكون هذة المخطوطة من خمس صفحات، وكل صفحة تتكون من خمسة وعشرين إلى سبع وعشرين سطرا
كان للشيخ ابن غريب نصيب في مؤلفات المستشرقين، حيث تم كتابة نبذة عنه وعن سبب وفاته، للمستشرق الفرنسي لويس ألكسندر أوليفيه دوكورانسيه (1770- 1832م) وقد اشتهر دوكورانسية بكتابته عن تاريخ ونشأة الدعوة السلفية وأهم علماؤها في تلك الحقبة، وكان ضمن البعثة العلمية الفرنسية التي رافقت حملة نابليون على مصر.

## خروج أبنائه من الدرعية
بعد مقتله وسقوط الدرعية (1233هـ الموافق 1818م)  هاجر أبناؤه منها، وتفرقوا وعَقِبهُ منتشر في جنوب العارض (مناطق جنوب منطقة الرياض حاليا)، وشمال نجد، والأحساء، والكويت.

## مؤلفاته
- كتاب (التوضيح عن توحيد الخلاق في جواب أهل العراق)[13]